# Zjambyl Kökejev
Zjambyl Kökejev (kazakiska: Жамбыл Көкеев, ryska: Жамбы́л Мухи́тович Куке́ев; Zjambyl Muchitovitj Kukejev), född 20 september 1988 i Alma-Ata, är en kazakisk fotbollsspelare som för närvarande spelar för den kazakiska klubben Sjachter Karagandy.

## Karriär

### Internationell karriär
Kökejev har gjort 20 landskamper för Kazakstans herrlandslag i fotboll. Hans hittills enda mål i landslaget kom i en bortamatch mot England på Wembley Stadium år 2008, efter ett misstag av försvararen Ashley Cole.

### Internationell statistik
| Datum            | Match                       | Speltid (i minuter) |
| ---------------- | --------------------------- | ------------------- |
| 14 februari 2006 | Jordanien – Kazakstan 2:0   | 63                  |
| 24 februari 2006 | Nordkorea – Kazakstan 0:0   | 12                  |
| 28 februari 2006 | Finland – Kazakstan 0:0     | 25                  |
| 1 mars 2006      | Grekland – Kazakstan 2:0    | 45                  |
| 24 december 2006 | Singapore – Kazakstan 0:0   | 45                  |
| 28 december 2006 | Thailand – Kazakstan 2:2    | 45                  |
| 7 februari 2007  | Kina – Kazakstan 2:1        | 45                  |
| 7 mars 2007      | Kazakstan – Kirgizistan 2:0 | 87                  |
| 2 juni 2007      | Kazakstan – Armenien 1:2    | 57                  |
| 23 maj 2008      | Ryssland – Kazakstan 6:0    | 12                  |
| 27 maj 2008      | Montenegro – Kazakstan 3:0  | 62                  |
| 11 oktober 2008  | England – Kazakstan 5:1     | 90, mål             |
| 11 februari 2009 | Kazakstan – Estland 2:0     | 90                  |
| 1 april 2009     | Kazakstan – Vitryssland 1:5 | 90                  |
| 6 juni 2009      | Kazakstan – England 0:4     | 90                  |
| 10 juni 2009     | Ukraina – Kazakstan 2:1     | 90                  |
| 9 september 2009 | Andorra – Kazakstan 1:3     | 87                  |
| 10 oktober 2009  | Vitryssland – Kazakstan 4:0 | 90                  |
| 14 oktober 2009  | Kazakstan – Kroatien 1:2    | 36                  |
| 3 mars 2010      | Kazakstan – Moldavien 0:1   | 78                  |

### Klubbstatistik
Senast uppdaterad: 28 november 2011
| Säsong | Lag                 | Nation    | Liga             | Nivå | Matcher | Mål |
| ------ | ------------------- | --------- | ---------------- | ---- | ------- | --- |
| 2005   | Temirzjolsjy Almaty | Kazakstan | Förstadivisionen | 2    | 20      | 4   |
| 2006   | Astana              | Kazakstan | Högstaligan      | 1    | 27      | 3   |
| 2007   | Astana              | Kazakstan | Högstaligan      | 1    | 26      | 0   |
| 2008   | Alma-Ata            | Kazakstan | Högstaligan      | 1    | 27      | 6   |
| 2009   | Lokomotiv Astana    | Kazakstan | Högstaligan      | 1    | 21      | 4   |
| 2010   | Lokomotiv Astana    | Kazakstan | Högstaligan      | 1    | 18      | 1   |
| 2011   | Sjachter Karagandy  | Kazakstan | Högstaligan      | 1    | 27      | 9   |